# Праја
Праја (порт. Praia, „плажа“) је главни град Зеленортских Острва. Има 130.271 становника. Праја је највећи град на острвима. Налази се на острву Сантијаго у архипелагу Сотавенто. У Праји се налазе два аеродрома.
Праја је трговачки центар и лука из које се тргује кафом, шећерном трском и тропским воћем. Развијен је и риболов.

## Географија

### Клима
Праја има пустињску климу (Кeпен: BWh) са кратком влажном сезоном и дугом, веома израженом сушном сезоном. Осим током месеци августа, септембра и октобра, мало падавина пада на Прају. У граду у просеку падне око 210 mm (8,3 in) кише годишње. Пошто је најхладнији месец далеко изнад 18 °C (64 °F), његови температурни обрасци подсећају на тропску климу, али нема довољно падавина да би се класификовао као такав. Упркос чињеници да има сушну климу, Праја ретко постаје веома врућа или веома хладна, због своје локације на обали океана на острву Сантијаго. Температуре су топле и константне са просечном високом температуром од 27 °C (81 °F) и просечном ниском температуром од 22 °C (72 °F).
| Клима Праје (Међународни аеродром Нелсон Мандела) 1981–2010              | Клима Праје (Међународни аеродром Нелсон Мандела) 1981–2010 | Клима Праје (Међународни аеродром Нелсон Мандела) 1981–2010 | Клима Праје (Међународни аеродром Нелсон Мандела) 1981–2010 | Клима Праје (Међународни аеродром Нелсон Мандела) 1981–2010 | Клима Праје (Међународни аеродром Нелсон Мандела) 1981–2010 | Клима Праје (Међународни аеродром Нелсон Мандела) 1981–2010 | Клима Праје (Међународни аеродром Нелсон Мандела) 1981–2010 | Клима Праје (Међународни аеродром Нелсон Мандела) 1981–2010 | Клима Праје (Међународни аеродром Нелсон Мандела) 1981–2010 | Клима Праје (Међународни аеродром Нелсон Мандела) 1981–2010 | Клима Праје (Међународни аеродром Нелсон Мандела) 1981–2010 | Клима Праје (Међународни аеродром Нелсон Мандела) 1981–2010 | Клима Праје (Међународни аеродром Нелсон Мандела) 1981–2010 |
| Показатељ \ Месец                                                        | .Јан.                                                       | .Феб.                                                       | .Мар.                                                       | .Апр.                                                       | .Мај.                                                       | .Јун.                                                       | .Јул.                                                       | .Авг.                                                       | .Сеп.                                                       | .Окт.                                                       | .Нов.                                                       | .Дец.                                                       | .Год.                                                       |
| ------------------------------------------------------------------------ | ----------------------------------------------------------- | ----------------------------------------------------------- | ----------------------------------------------------------- | ----------------------------------------------------------- | ----------------------------------------------------------- | ----------------------------------------------------------- | ----------------------------------------------------------- | ----------------------------------------------------------- | ----------------------------------------------------------- | ----------------------------------------------------------- | ----------------------------------------------------------- | ----------------------------------------------------------- | ----------------------------------------------------------- |
| Апсолутни максимум, °C (°F)                                              | 31,9 (89,4)                                                 | 33,1 (91,6)                                                 | 34,2 (93,6)                                                 | 33,4 (92,1)                                                 | 33,3 (91,9)                                                 | 34,1 (93,4)                                                 | 32,5 (90,5)                                                 | 33,1 (91,6)                                                 | 36,2 (97,2)                                                 | 34,8 (94,6)                                                 | 33,0 (91,4)                                                 | 31,0 (87,8)                                                 | 36,2 (97,2)                                                 |
| Максимум, °C (°F)                                                        | 26,5 (79,7)                                                 | 27,0 (80,6)                                                 | 28,1 (82,6)                                                 | 28,2 (82,8)                                                 | 28,9 (84)                                                   | 29,6 (85,3)                                                 | 29,6 (85,3)                                                 | 30,4 (86,7)                                                 | 30,9 (87,6)                                                 | 31,0 (87,8)                                                 | 29,7 (85,5)                                                 | 27,7 (81,9)                                                 | 29,0 (84,2)                                                 |
| Просек, °C (°F)                                                          | 22,9 (73,2)                                                 | 22,9 (73,2)                                                 | 23,6 (74,5)                                                 | 23,9 (75)                                                   | 24,7 (76,5)                                                 | 25,5 (77,9)                                                 | 26,1 (79)                                                   | 27,1 (80,8)                                                 | 27,4 (81,3)                                                 | 27,2 (81)                                                   | 26,1 (79)                                                   | 24,1 (75,4)                                                 | 25,1 (77,2)                                                 |
| Минимум, °C (°F)                                                         | 19,3 (66,7)                                                 | 19,2 (66,6)                                                 | 19,5 (67,1)                                                 | 19,9 (67,8)                                                 | 20,7 (69,3)                                                 | 21,6 (70,9)                                                 | 22,7 (72,9)                                                 | 23,9 (75)                                                   | 24,2 (75,6)                                                 | 23,6 (74,5)                                                 | 22,5 (72,5)                                                 | 20,8 (69,4)                                                 | 21,5 (70,7)                                                 |
| Апсолутни минимум, °C (°F)                                               | 16,9 (62,4)                                                 | 16,2 (61,2)                                                 | 16,5 (61,7)                                                 | 17,0 (62,6)                                                 | 18,8 (65,8)                                                 | 19,2 (66,6)                                                 | 20,3 (68,5)                                                 | 20,6 (69,1)                                                 | 19,6 (67,3)                                                 | 19,6 (67,3)                                                 | 19,5 (67,1)                                                 | 17,3 (63,1)                                                 | 16,2 (61,2)                                                 |
| Количина падавина, mm (in)                                               | 3,1 (0,122)                                                 | 0,6 (0,024)                                                 | 0,3 (0,012)                                                 | 0,0 (0)                                                     | 0,5 (0,02)                                                  | 0,0 (0)                                                     | 8,0 (0,315)                                                 | 60,4 (2,378)                                                | 60,9 (2,398)                                                | 31,0 (1,22)                                                 | 2,7 (0,106)                                                 | 5,0 (0,197)                                                 | 172,5 (6,792)                                               |
| Дани са падавинама (≥ 0.1 mm)                                            | 1                                                           | 0                                                           | 0                                                           | 0                                                           | 0                                                           | 0                                                           | 2                                                           | 7                                                           | 7                                                           | 4                                                           | 2                                                           | 1                                                           | 24                                                          |
| Релативна влажност, %                                                    | 65,7                                                        | 63,3                                                        | 62,6                                                        | 64,5                                                        | 65,2                                                        | 68,5                                                        | 73,3                                                        | 76,0                                                        | 76,8                                                        | 72,9                                                        | 69,8                                                        | 70,1                                                        | 69,1                                                        |
| Сунчани сати — месечни просек                                            | 223,2                                                       | 234,5                                                       | 279,0                                                       | 285,0                                                       | 306,9                                                       | 279,0                                                       | 217,0                                                       | 201,5                                                       | 216,0                                                       | 244,9                                                       | 234,0                                                       | 204,6                                                       | 2.925,6                                                     |
| Сунчани сати — дневни просек                                             | 7,2                                                         | 8,3                                                         | 9,0                                                         | 9,5                                                         | 9,9                                                         | 9,3                                                         | 7,0                                                         | 6,5                                                         | 7,2                                                         | 7,9                                                         | 7,8                                                         | 6,6                                                         | 8,0                                                         |
| Извор #1: Instituto Nacional de Meteorologia e Geofísica                 |                                                             |                                                             |                                                             |                                                             |                                                             |                                                             |                                                             |                                                             |                                                             |                                                             |                                                             |                                                             |                                                             |
| Извор #2: Deutscher Wetterdienst (extremes, precipitation days, and sun) |                                                             |                                                             |                                                             |                                                             |                                                             |                                                             |                                                             |                                                             |                                                             |                                                             |                                                             |                                                             |                                                             |

## Историја
Острво Сантјаго је открио Антонио да Ноли 1460. године.‍:73  Прво насеље на острву било је Рибеира Гранде (Сидаде Веља). Село Праја де Санта Марија се први пут помиње око 1615. године и израсло је у близини природне луке. Луке Сантјага су биле важна пристаништа за бродове који су пловили између Португалије и португалских колонија у Африци и Јужној Америци. Између краја 16. века и краја 18. века, и Рибеира Гранде и Праја претрпеле су многе пиратске нападе, укључујући оне од Франциса Дрејка (1585) и Жака Касара (1712).‍:195
Због свог стратешког положаја на висоравни имао је бољу заштиту од гусарских напада, што му је дало велику предност у односу на старији град Рибеира Гранде (Сидаде Веља). Постепено је заменио Сидаде Веља и постао најважније насеље Зеленортских острва, а постао је главни град Зеленортских острва 1770. године. Поморска битка код Порто Праје одиграла се у луци Праја 16. априла 1781, пошто је Португалија била неутрална, у њој су учествовале Велика Британија и Француска и окончана се тактичким ремијем и француском стратешком победом. Праја је била прва станица путовања Чарлса Дарвина на броду Бигл 1832.
Током 19. века, висораван је потпуно преуређена са улицама по мрежастом плану, оивиченим великим колонијалним зградама и вилама. Праја је званично постала град (сидаде) 1858. године, чиме је осигурала свој статус главног града Зеленортских острва, концентришући политичке, верске и економске улоге.‍:55  Раних 1920-их, становништво се састојало од око 21.000 особа.
Као и у другим деловима архипелага, отпор португалској власти порастао је 1950-их. Није било отвореног рата за независност као у Гвинеји Бисао; након Каранфилске револуције 1974. у Португалији и резултирајућег краја Португалског колонијалног рата, Зеленортска острва су прогласила независност у јулу 1975. Након независности, Праја је доживела демографски процват, примајући мигрирајућа кретања са свих острва. Као резултат тога, 56% целокупног становништва Зеленортских острва живи у Сантјагу; и 29% само у општини Праја. Њено процењено становништво је достигло 151.436 (2015).‍:36  Дана 28. јуна 1985. Праја је постала чланица међународне организације UCCLA, Уније Лусо – афро-америчко-азијских престоница.

## Партнерски градови
Праја је побратимљена са:
- Бостон, Сједињене Државе[11]
- Фаро, Португалија[12]
- Фигеира де Фоз, Португалија[13]
- Фуншал, Португалија[14]
- Гондомар, Португалија[15]
- Ђинан, Кина[16]
- Лисабон, Португалија[17]
- Макао, Кина[18]
- Понта Делгада, Португалија[19]
- Провиденс, Сједињене Државе[20]